# Longitarsus lewisii
Longitarsus lewisii es un coleóptero de la familia Chrysomelidae. Fue descrita científicamente en 1874 por Baly.